# Moje ime je ljubav
Moje ime je ljubav, je sedmi album hrvatske pjevačice Maje Blagdan izdan 2003. godine. 
Sastoji se od 15 pjesama:
1. Bijele ruže
 
2. Marin
 
3. Vino i gitare

4. Jedini moj

5. Cura za sve
 
6. Ja živim za tebe
 
7. Sveta ljubav
 
8. Gitara dalmatina Samo jedan život imam
  
9. Ti si čovjek moj Leti golube
 
10. Šumi voda Moje ime je ljubav
 
11. Pjesma za tebe Zlatne ure.